# Eduard Verhülsdonk

Eduard Verhülsdonk

Wilhelm Eduard Verhülsdonk (* 16. April 1884 in Krefeld; † 2. November 1934 in Neuwied) war ein deutscher Journalist, Chefredakteur und Politiker (Zentrum).

## Leben und Wirken
Eduard Verhülsdonk entstammte einer katholischen Familie aus Westfalen. Sein Vater Engelbert Verhülsdonk war Buchhalter, seine Mutter Helene Verhülsdonk, geborene Idel, kam aus einer Krefelder Juristenfamilie. Er besuchte in Krefeld das Humanistische Gymnasium. Bereits als junger Mann begann er, als Journalist für katholische, der Zentrumspartei – dem Sammelbecken des deutschen politischen Katholizismus zwischen 1871 und 1933 – nahestehenden Tageszeitungen zu arbeiten. Außerdem gehörte er dem Windthorstbund, der Jugendformation des Zentrums an. Schon 1906 wurde Verhülsdonk alleinverantwortlicher Schriftleiter der Bensberger Volkszeitung und übernahm 1911 dieselbe Aufgabe sowie die des Verlagsdirektors der in Neuwied erscheinenden Rhein und Wied-Zeitung, was er bis 1933 bleiben sollte.
Bereits 1917 wurde Verhülsdonk in Neuwied Stadtverordneter der Zentrumspartei und zog später auch in den Kreistag ein. Daneben war er auch Mitglied des Kreisausschusses. 1928 wurde er als Abgeordneter in den Preußischen Landtag und 1930 in den Reichstag gewählt. Dem ersteren gehörte er bis 1932, dem letzteren bis 1933 an. Im Reichstag vertrat Verhülsdonk den Wahlkreis 21 (Koblenz-Trier). Aufgrund seiner Durchsetzungsfähigkeit galt Verhülsdonk unter seinen Fraktionskollegen im Parlament als „der starke Eduard“. Als Lokalpolitiker machte Verhülsdonk sich um den Bau des 1931 fertiggestellten Schutzdeiches in Neuwied sowie um die Planung und Finanzierung der 1935 vollendeten Rheinbrücke seiner Heimatstadt verdient.
Mit der Weltwirtschaftskrise 1929 geriet die Rhein und Wied-Zeitung in finanzielle Schwierigkeiten, so dass Eduard Verhülsdonk und seine Ehefrau Maria Verhülsdonk, geborene Neiß, die seit 1911 verheiratet und seit 1914 Eltern von Zwillingen waren, wiederholt Kredite aufnehmen mussten.
Im März 1933 stimmte Verhülsdonk für das Ermächtigungsgesetz, das der Regierung Hitler das Recht verlieh, Gesetze zukünftig auch unabhängig vom Reichstag zu beschließen, d. h. die Exekutive zusätzlich zu ihren eigentlichen Befugnissen auch noch mit den Befugnissen der Legislative ausstattete.
Am 8. April 1933 wurde Verhülsdonk kurzzeitig in Schutzhaft genommen. Parallel dazu wurde er von nationalsozialistischen Zeitungen, insbesondere von der Koblenzer Nationalzeitung, systematisch diffamiert, was in kräftezehrenden Prozessen mündete. Im Januar wurde er vor der Auswärtigen Kammer des Landgerichts Koblenz gemeinsam mit dem Kreissparkassendirektor Josef Muth und dem Landrat Robert Großmann wegen „Untreue“ zugunsten der Zentrumspartei angeklagt und im Februar 1934 vorbehaltlos freigesprochen. Durch die Strapazen der Jahre 1933/34 war Verhülsdonk stark gesundheitlich angeschlagen. Am 16. Oktober 1934 erfolgte ein körperlicher Zusammenbruch, von dem er sich nicht mehr erholte. Eduard Verhülsdonk starb am 2. November 1934.
Sein gleichnamiger Sohn Eduard Verhülsdonk (1914–1995) wurde in Neuwied geboren, war Publizist und heiratete 1949 Roswitha Woll (* 1927), die später Bundestagsabgeordnete wurde.

## Ehrung
In Nähe des Neuwieder Bahnhofs ist eine Straße nach Eduard Verhülsdonk benannt.